# Stazione di San Pietro del Carso
La stazione di San Pietro del Carso (in sloveno Pivka) è una stazione ferroviaria posta sulla linea Trieste-Vienna, e capolinea della linea per Fiume; serve l'omonimo comune.

## Storia
La stazione fu attivata il 28 luglio 1857, all'apertura della tratta da Lubiana a Trieste, che completava la linea Trieste-Vienna.
Nel 1873, con l'apertura della linea San Pietro del Carso–Fiume, divenne stazione di diramazione.
Dopo la prima guerra mondiale, con l'annessione della zona al Regno d'Italia, la stazione passò alle Ferrovie dello Stato italiane, assumendo il nome di San Pietro del Carso e successivamente elettrificata con il sistema a CC 3000 V che ancora la caratterizza.
Dopo la seconda guerra mondiale la stazione passò alla rete jugoslava (JŽ), venendo ribattezzata Pivka, analogamente al centro abitato. Dal 1991 appartiene alla rete slovena (Slovenske železnice).